# Saif Ali Khan
Pour les articles homonymes, voir Khan (homonymie).
Saif Ali Khan (hindi : सैफ  अली  खान, bengali : সাইফ  আলী  খান ), né le 16 août 1970 à Delhi (Inde), est un acteur indien.
Après des débuts laborieux, Saif Ali Khan connaît la réussite à Bollywood en interprétant des rôles d’hommes modernes dans diverses comédies romantiques (Kal Ho Naa Ho, Hum Tum, Salaam Namaste). Mais il sait également diversifier la palette de ses rôles avec des drames (Dil Chahta Hai, Omkara, Aarakshan) et des films d'action (Race, Agent Vinod).

## Jeunesse et vie privée
Saif Ali Khan, né Sajid Ali Khan, est le fils de Mansoor Ali Khan, prince de Pataudi et célèbre joueur de cricket, et de Sharmila Tagore, petite-nièce de Rabindranath Tagore et actrice reconnue ayant joué à plusieurs reprises dans des films de Satyajit Ray. Sa grand-mère est Bégum de Bhopal, son oncle Nawabzada Sher Ali Khan Pataudi est Major-Général dans l'armée pakistanaise. Sa sœur, Soha Ali Khan, est également actrice.
Après avoir fréquenté la Lawrence School (Sanawar, Inde), il poursuit ses études en Angleterre à la Lockers Park School (Hertfordshire) puis au Winchester College. Outre le hindi, Saif Ali Khan parle couramment le bengali et l'anglais. 
Il se marie à 21 ans avec l'actrice Amrita Singh mais s'en sépare en 2004 après qu'ils ont eu deux enfants : Sara et Ibrahim. Il entretient une relation depuis 2007 avec l'actrice de Bollywood Kareena Kapoor qu'il épouse en 16 octobre 2012. Le 20 décembre 2016, Kareena donne naissance à leur premier enfant, un garçon prénommé Taimur Ali Khan[10].

## Carrière

### Débuts (1992-2001)
Saif Ali Khan connaît des débuts difficiles à Bollywood. Très indiscipliné, il se fait renvoyer de son premier tournage pour état d’ébriété et retards à répétition.
Il connaît son premier succès en 1994 dans Yeh Dillagi avec Kajol et Akshay Kumar. Les films suivants ne confirment pas l’espoir annoncé par son premier succès. Seule la saga familiale Hum Saath-Saath Hain est un succès notable en 1999 néanmoins son rôle est minime. Il faut attendre 2001 avec Dil Chahta Hai de Farhan Akhtar pour que sa carrière soit relancée et qu'il obtienne la reconnaissance du public et du milieu de Bollywood.

### Percée (2002-2004)

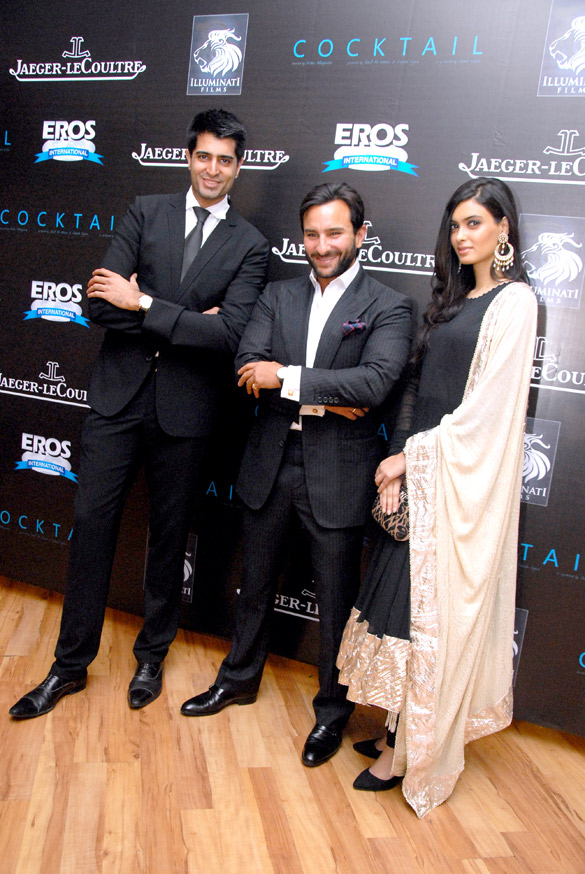
Saif Ali Khan et Diana Penty en 2012

Les comédies romantiques à succès, telles Kal Ho Naa Ho, Hum Tum ou Salaam Namaste, lui donnent l'occadion de montrer son aisance dans l'interprétation d'hommes modernes. Kal Ho Naa Ho lui permet de recevoir plusieurs prix du Meilleur acteur dans un second rôle et Hum Tum le Filmfare Award du meilleur acteur comique.
En 2004 dans Ek Hasina Thi, il montre également tout son talent dans un rôle plus ambigu de charmeur manipulateur d'Urmila Matondkar.
Il rejoint Shahrukh Khan en 2004 dans la tournée Temptation 2004, grand show au succès international reprenant les chansons les plus populaires de Bollywood.

### Succès (2005-2008)
La fortune continue à sourire à l'acteur puisque la critique salue ses performances dans Parineeta de Pradeep Sarkar avec Vidya Balan et Sanjay Dutt en 2005 et Omkara de Vishal Bhardwaj. Dans ce dernier, son interprétation d'un vengeur sournois et boiteux pour laquelle il n'hésite pas à s'enlaidir l'honore de son premier Prix du Meilleur acteur dans un rôle négatif aux Filmfare Awards 2007. L'année suivante dans Eklavya: The Royal Guard, son rôle de jeune prince moderne qui se transforme en justicier implacable quand il rejoint l'étouffante demeure familiale est remarqué par la critique.
En 2008, Race remporte immédiatement un large succès au box-office.

### Depuis 2009
Saif Ali Khan continue de casser son image trop lisse en choisissant des rôles peu consensuels comme le terroriste de  Kurbaan (Rensil D'Silva, 2009) qui est boudé par le public malgré son interprétation appréciée et quelques scènes osées avec sa partenaire et compagne, Kareena Kapoor. Dans Aarakshan (Prakash Jha, 2011) il interprète un intouchable, ce qui crée une polémique en Inde car l'acteur est issu d'une famille princière. En 2012 il produit et interprète le rôle principal d'Agent Vinod, un film d'espionnage lorgnant du côté de James Bond. Les critiques ne sont pas mauvaises néanmoins la fréquentation des salles est insuffisante pour couvrir son lourd budget mais l'acteur rebondit l'année suivante avec une comédie romantique moderne, Cocktail et Go Goa Gone, une comédie de zombies déjantée et insolite.

## Filmographie

### Acteur
| Année | Film                                  | Rôle                                 | Réalisateur               | Partenaire(s)                                                                                        | Notes                                                                             |
| ----- | ------------------------------------- | ------------------------------------ | ------------------------- | --- | --------------------------------------------------------------------------------- |
| 1992  | Parampara                             | Pratap Singh                         | Yash Chopra               | Sunil Dutt, Vinod Khanna, Ashwini Bhave, Ramya Krishnan, Raveena Tandon, Neelam Kothari, Anupam Kher |                                                                                   |
| 1993  | Aashiq Awara                          | Jimmy / Rakesh Rajpal                | Umesh Mehra               | Mamta Kulkarni, Mohnish Bahl, Sharmila Tagore                                                        | Filmfare Award du meilleure espoir masculin                                       |
| 1993  | Pehchaan                              | Karan Verma                          | Deepak Shivdasani         | Sunil Shetty, Shilpa Shirodkar, Madhoo                                                               |                                                                                   |
| 1994  | Imtihaan                              | Vicky                                | Harry Baweja              | Sunny Deol, Raveena Tandon                                                                           |                                                                                   |
| 1994  | Yeh Dillagi                           | Vikram "Vicky" Saigal                | Naresh Malhotra           | Kajol, Akshay Kumar                                                                                  |                                                                                   |
| 1994  | Main Khiladi Tu Anari                 | Deepak Kumar                         | Sameer Malkan             | Akshay Kumar, Shilpa Shetty, Raageshwari                                                             | Nomination au Filmfare Award du meilleur acteur dans un second rôle.              |
| 1994  | Yaar Gaddar                           | Jai Verma                            | Umesh Mehra               | Mithun Chakraborty, Somy Ali, Prem Chopra                                                            |                                                                                   |
| 1994  | Aao Pyaar Karen                       | Raja                                 | Ravindra Peepat           | Shilpa Shetty, Somy Ali                                                                              |                                                                                   |
| 1995  | Surakshaa                             | Amar / Prince Vijay                  | Raju Mavani               | Aditya Pancholi, Suniel Shetty, Sheeba, Divya Dutta, Monica Bedi                                     |                                                                                   |
| 1996  | Ek Tha Raja                           | Sunny                                | Dayal Nihalani            | Aditya Pancholi, Sunil Shetty, Neelam Kothari                                                        |                                                                                   |
| 1996  | Bambai Ka Babu                        | Vikram "Vicky"                       | Vikram Bhatt              | Kajol, Atul Agnihotri                                                                                |                                                                                   |
| 1996  | Tu Chor Main Sipahi                   | Raja / King                          | Guddu Dhanoa              | Akshay Kumar, Tabu, Pratibha Sinha                                                                   |                                                                                   |
| 1996  | Dil Tera Diwana                       | Ravi Kumar                           | Lawrence D'Souza          | Twinkle Khanna                                                                                       |                                                                                   |
| 1997  | Hamesha                               | Raja / Raju                          | Sanjay Gupta              | Kajol, Aditya Pancholi                                                                               |                                                                                   |
| 1997  | Udaan                                 | Raja                                 | G. Asrani                 | Rekha, Prem Chopra                                                                                   |                                                                                   |
| 1998  | Keemat: They Are Back                 | Ajay                                 | Sameer Malkan             | Akshay Kumar, Raveena Tandon, Sonali Bendre                                                          |                                                                                   |
| 1998  | Humse Badhkar Kaun                    | Sunny                                | Deepak Anand              | Sunil Shetty, Sonali Bendre, Dipti Bhatnagar                                                         |                                                                                   |
| 1999  | Yeh Hai Mumbai Meri Jaan              | Raju Tarachand                       | Mahesh Bhatt              | Twinkle Khanna, Chunky Pandey                                                                        |                                                                                   |
| 1999  | Kachche Dhaage                        | Dhananjay "Jai" Pandit               | Milan Luthria             | Ajay Devgan, Manisha Koirala, Namrata Shirodkar                                                      | Nomination au Filmfare Award du meilleur acteur dans un second rôle.              |
| 1999  | Aarzoo                                | Amar                                 | Lawrence D'Souza          | Akshay Kumar, Madhuri Dixit, Paresh Rawal, Amrish Puri                                               |                                                                                   |
| 1999  | Biwi No.1                             | Deepak                               | David Dhawan              | | Cameo                                                                             |
| 1999  | Hum Saath-Saath Hain: We Stand United | Vinod                                | Sooraj R. Barjatya        | Salman Khan, Karisma Kapoor, Tabu, Sonali Bendre, Mohnish Behl, Neelam Kothari                       |                                                                                   |
| 2000  | Kya Kehna                             | Rahul Modi                           | Kundan Shah               | Preity Zinta, Chandrachur Singh                                                                      |                                                                                   |
| 2001  | Love Ke Liye Kuch Bhi Karega          | Prakash                              | E. Nivas                  | Aftab Shivdasani, Sonali Bendre, Fardeen Khan, Twinkle Khanna                                        |                                                                                   |
| 2001  | Dil Chahta Hai                        | Sameer                               | Farhan Akhtar             | Aamir Khan, Preity Zinta, Akshaye Khanna, Dimple Kapadia                                             | Filmfare Award du meilleur acteur dans un rôle comique                            |
| 2001  | Rehna Hai Tere Dil Mein               | Rajiv "Sam" Saamra                   | Gautham Menon             | Madhavan, Diya Mirza, Anupam Kher                                                                    |                                                                                   |
| 2002  | Na Tum Jaano Na Hum                   | Akshay                               | Arjun Sablok              | Hrithik Roshan, Esha Deol                                                                            |                                                                                   |
| 2003  | Darna Mana Hai                        | Anil Manchandani                     | Prawal Raman              | Vivek Oberoi, Nana Patekar, Boman Irani, Sanjay Kapoor, Shilpa Shetty                                |                                                                                   |
| 2003  | Kal Ho Naa Ho                         | Rohit Patel                          | Nikhil Advani             | Shahrukh Khan, Preity Zinta                                                                          | Filmfare Award du meilleur acteur dans un second rôle                             |
| 2003  | LOC Kargil                            | Capt. Anuj Nayyar                    | J.P. Dutta                | Rani Mukerji, Kareena Kapoor, Sanjay Dutt, Ajay Devgan                                               |                                                                                   |
| 2004  | Ek Hasina Thi                         | Karan Singh Rathod                   | Sriram Raghavan           | Urmila Matondkar                                                                                     |                                                                                   |
| 2004  | Hum Tum                               | Karan Kapoor                         | Kunal Kohli               | Rani Mukherjee                                                                                       | Meilleur acteur au National Film Awards Filmfare Award du meilleur acteur comique |
| 2005  | Parineeta                             | Shekhar Rai                          | Pradeep Sarkar            | Vidya Balan, Sanjay Dutt, Raima Sen                                                                  | Nomination au Filmfare Award du meilleur acteur                                   |
| 2005  | Salaam Namaste                        | Nikhil "Nick" Arora                  | Siddharth Anand           | Preity Zinta, Arshad Warsi                                                                           |                                                                                   |
| 2006  | Being Cyrus                           | Cyrus Mistry                         | Homi Adajania             | Naseeruddin Shah, Dimple Kapadia, Boman Irani, Simone Singh                                          | Film en langue anglaise                                                           |
| 2006  | Omkara                                | Ishwar "Langda" Tyagi                | Vishal Bhardwaj           | Ajay Devgan, Kareena Kapoor, Bipasha Basu, Vivek Oberoi                                              | Filmfare Award du meilleur rôle négatif.                                          |
| 2007  | Eklavya: The Royal Guard              | Harshwardhan                         | Vidhu Vinod Chopra        | Amitabh Bachchan, Vidya Balan                                                                        |                                                                                   |
| 2007  | Nehlle Pe Dehlla                      | Jimmy                                | Ajay K. Chandok           | Sanjay Dutt, Bipasha Basu, Kim Sharma                                                                |                                                                                   |
| 2007  | Ta Ra Rum Pum                         | Rajveer "RV" Singh                   | Siddharth Anand           | Rani Mukherjee                                                                                       |                                                                                   |
| 2007  | Om Shanti Om                          | Lui-même                             | Farah Khan                | | Participation exceptionnelle dans l'item number Deewangi Deewangi                 |
| 2008  | Race                                  | Ranvir "Ronnie" Singh                | Abbas-Mastan              | Bipasha Basu, Akshaye Khanna, Katrina Kaif, Anil Kapoor, Sameera Reddy                               |                                                                                   |
| 2008  | Tashan                                | Jimmy Cliff                          | Vijay Krishna Acharya     | Akshay Kumar, Kareena Kapoor, Anil Kapoor                                                            |                                                                                   |
| 2008  | Woodstock Villa                       | Lui-même                             | Hansal Mehta              | | Participation exceptionnelle                                                      |
| 2008  | Thoda Pyaar Thoda Magic               | Ranbeer Talwar                       | Kunal Kohli               | Rani Mukherjee, Rishi Kapoor, Ameesha Patel                                                          |                                                                                   |
| 2008  | Roadside Romeo                        | Romeo (voix)                         | Jugal Hansraj             | Kareena Kapoor, Jaaved Jaffrey                                                                       | Dessin animé                                                                      |
| 2009  | Sanam Teri Kasam                      | Vijay Verma                          | Lawrence D'Souza          | Pooja Bhatt, Atul Agnihotri, Sheeba                                                                  | Réalisé en 1994                                                                   |
| 2009  | Love Aaj Kal                          | Jai Vardhan Singh / Young Veer Singh | Imtiaz Ali                | Deepika Padukone, Rishi Kapoor, Giselli Monteiro                                                     | Nomination au Filmfare Award du meilleur acteur                                   |
| 2009  | Kurbaan                               | Ehsaan Khan / Khalid                 | Rensil D'Silva            | Kareena Kapoor, Vivek Oberoi, Om Puri, Kirron Kher, Rupinder Nagra                                   |                                                                                   |
| 2011  | Aarakshan                             | Deepak Kumar                         | Prakash Jha               | Amitabh Bachchan, Prateik Babbar, Manoj Bajpayee, Deepika Padukone                                   |                                                                                   |
| 2012  | Agent Vinod                           | Agent Vinod                          | Sriram Raghavan           | Kareena Kapoor                                                                                       |                                                                                   |
| 2012  | Cocktail                              | Gautam Khanna                        | Homi Adajania             | Deepika Padukone, Diana Penty                                                                        |                                                                                   |
| 2013  | Race 2                                | Ranvir "Ronnie" Singh                | Abbas-Mustan              | Deepika Padukone, John Abraham, Jacqueline Fernandez, Anil Kapoor, Ameesha Patel                     |                                                                                   |
| 2013  | Bombay Talkies                        | Lui-même                             |                           | | Cameo "Apna Bombay Talkies"                                                       |
| 2013  | Go Goa Gone                           | Boris                                | Raj Nidimoru Krishna D.K. | Kunal Khemu, Vir Das (en), Puja Gupta                                                                |                                                                                   |
| 2013  | Bullet Raja                           | Raja Mishra                          | Tigmanshu Dhulia          | Jimmy Shergill, Sonakshi Sinha                                                                       |                                                                                   |
| 2014  | Humshakals                            | Ashok                                | Sajid Khan                | Riteish Deshmukh, Tamannaah, Bipasha Basu, Esha Gupta, Ram Kapoor                                    |                                                                                   |
| 2014  | Happy Ending                          | Yudi Jaitely/Yogi                    | Raj and D.K.              | Govinda, Ileana D'Cruz, Kalki Koechlin, Ranvir Shorey                                                |                                                                                   |
| 2015  | Dolly Ki Doli                         | Prince Kunwar Aditya Singh           | Abhishek Dogra            | Sonam Kapoor                                                                                         | Cameo                                                                             |
| 2015  | Phantom                               | Daniyal Khan                         | Kabir Khan                | Katrina Kaif                                                                                         |                                                                                   |
| 2017  | Rangoon                               | Rustom Rusi Billimoria               | Vishal Bhardwaj           | Shahid Kapoor, Kangana Ranaut                                                                        |                                                                                   |
| 2017  | Chef                                  | Roshan Kalra                         | Raja Krishna Menon        | | Remake de Chef                                                                    |
| 2018  | Kaalakaandi                           | Rileen                               | Akshat Verma              | |                                                                                   |
| 2018  | Bazaar                                | Shakun Kothari                       | G K Chawla                | Rohan Mehra, Radhika Apte                                                                            |                                                                                   |

### Producteur
| Année | Film                  | Notes                                    |
| ----- | --------------------- | ---------------------------------------- |
| 2009  | Love Aaj Kal          | Nommé au Filmfare Award du meilleur film |
| 2012  | Agent Vinod           |                                          |
| 2012  | Cocktail              |                                          |
| 2013  | Go Goa Gone           |                                          |
| 2014  | Lekar Hum Deewana Dil |                                          |
| 2014  | Happy Ending          |                                          |

## Récompenses
- National Film Awards (Inde)

2005 : Meilleur acteur pour Hum Tum
- Filmfare Award

1994 : Meilleur débutant pour Aashiq Awara

2002 : Meilleur acteur dans un rôle comique pour Dil Chahta Hai

2004 : Meilleur acteur dans un second rôle pour Kal Ho Naa Ho

2005 : Meilleur acteur dans un rôle comique pour Hum Tum

2007 : Meilleur acteur dans un rôle négatif Omkara
- IIFA Awards

2002 : Meilleur acteur dans un second rôle pour Dil Chahta Hai

2004 : Meilleur acteur dans un second rôle pour Kal Ho Naa Ho

2007 : Meilleur acteur dans un rôle négatif pour Omkara
- Zee Cine Awards

2002 : Meilleur acteur dans un second rôle pour Dil Chahta Hai

2004 : Meilleur acteur dans un second rôle pour Kal Ho Naa Ho

2007 : Meilleur acteur dans un rôle négatif pour Omkara
- Star Screen Awards

2002 : Meilleur acteur dans un second rôle pour Dil Chahta Hai

2004 : Meilleur acteur dans un second rôle pour Kal Ho Naa Ho

2007 : Meilleur acteur dans un rôle négatif pour Omkara

2012 : Meilleur acteur dans un second rôle pour Aarakshan